# K-84 Jekaterinburg
K-84 Jekaterinburg (rusko К-84 Екатеринбург)) je bila strateška jedrska podmornica razreda Delfin Ruske vojne mornarice. Poimenovana je bila po mestu Jekaterinburg. Projekt je razvil konstruktorski biro Rubin, glavni konstruktor pa je bil Sergej Nikitič Kovaljov. Njen gredelj je bil položen 17. februarja 1982, splavljena je bila 17. marca 1985, predaja vojni mornarici pa je bila 30. decembra 1985 in podmornica je postala operativna v 31. diviziji podmornic Severne flote v Gadžijevem.
Avgusta 1989 je v okviru operacije Povodni konj poskusila izstreliti celoten tovor izstrelkov, vendar ni bila uspešna.
Podmornica je bila modernizirana dvakrat, med letoma 1998 in 2003 ter med letoma 2011 in 2014. 29. decembra 2011 je zagorela medtem ko je bila v suhem doku. Leta 2014 je bila popravljena, škoda zaradi požara je znašala 1 mrd RUB.
Leta 2021 je bilo sporočeno, da bo podmornica upokojena leta 2022.